# Onega (navire)
Pour les articles homonymes, voir Onega.
L'Onega est un navire de pêche russe, basé à Mourmansk, dont l'équipage est composé de 19 personnes.
Il a coulé dans l'Arctique le 28 décembre 2020, près de l’archipel de la Nouvelle-Zemble dans la mer de Barents, à l'ouest de l'île Ioujny. Lors du naufrage, seulement deux personnes ont été sauvées : un marin et un navigateur.
Selon le ministère des Situations d'urgence, la cause du naufrage est « le givrage », c'est-à-dire l'accumulation de glace.